# Patane IV
Patane IV is een bestuurslaag in het regentschap Toba Samosir van de provincie Noord-Sumatra, Indonesië. Patane IV telt 1003 inwoners (volkstelling 2010).